# Aboisso

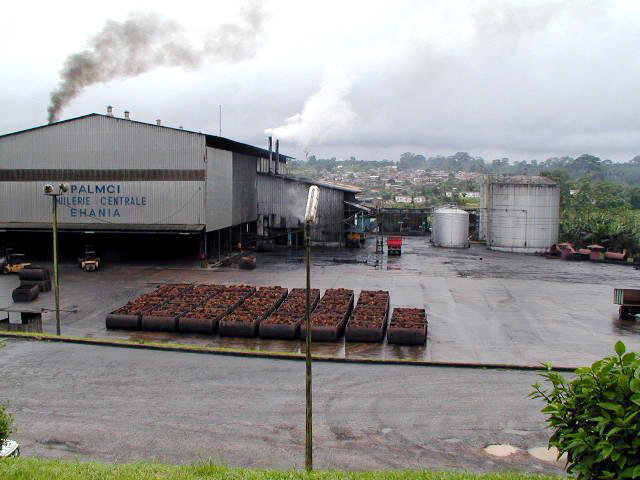
Fábrica de óleo de palma na cidade

Aboisso é uma cidade localizada na parte ocidental do rio Comoé, a sudeste da Costa do Marfim, a 116 km a leste de Abidjan, a capital econômica. Está localizado perto da fronteira com Gana. Os habitantes pertencem majoritariamente a etnia dos Agni Sanwi, a ponto de ter sido e ser uma das cidades mais importantes do Reino Sanui. Esta cidade faz do Reino Sanwi e o nome da mesma parece se originar de Eboue Nyansou, que significa "na pedra" na língua agni.
As primeiras explorações da Costa do Marfim de Marcel Treich-Laplene fazem parte do Aboisso. Administrativamente, no auge de Aboisso é capital de comum, sub-preferência e distrito. O departamento de Aboisso tem uma estimativa estimada de mais de 225 000 habitantes.

## Infraestrutura
Aboisso tem um centro de treinamento para trabalhadores de saúde (infas), centros de treinamento de futebol, indústrias de processamento de dendê (palmci) e (coopalem), centro de processamento de cacau fresco (cemoi), uma vila de crianças SOS Aboisso também tem um aeroporto